# Краснопоясничная расписная танагра
Краснопоясничная расписная танагра (лат. Ramphocelus passerinii) — вид птиц семейства танагровых. Выделяют два подвида. Занесён в Красную книгу МСОП как вид, вызывающий наименьшие опасения (LC).

## Ареал
Ареал простирается от южной Мексики до западной Панамы. Ранее к этому виду относили Разноцветную расписную танагру (лат. Ramphocelus costaricensis), чей ареал ограничен тихоокеанским побережьем Коста-Рики и Панамы. Ныне это отдельный вид, хотя среди орнитологов на этот счёт нет единого мнения (см. «Говард и Мур. Полный контрольный список птиц мира»).

## Название
Латинское название вида было дано ему в честь Карло Пассерини, профессора Музея зоологии Флорентийского университета.

## Описание

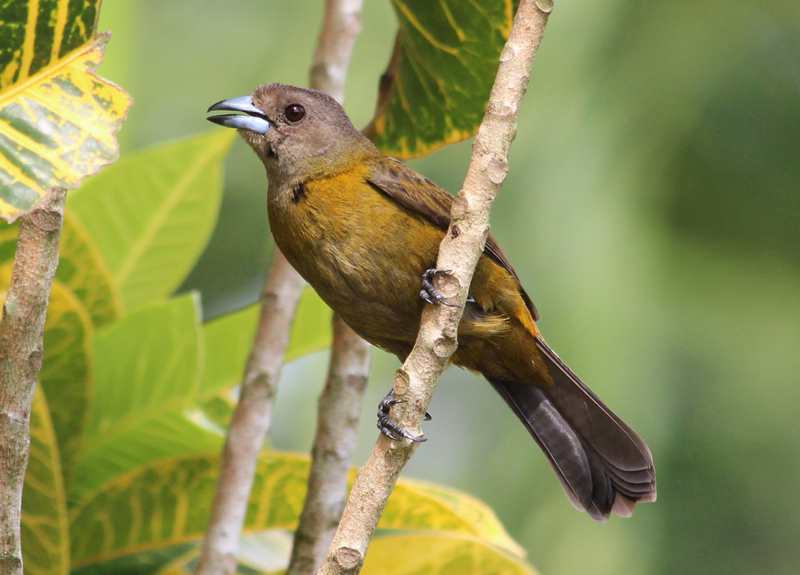
Самка

Взрослая птица имеет длину 16 сантиметров и весит в среднем 31 грамм. Оперение самцов в основном чёрное, за исключением алого надхвостья. Клюв серебристый. Радужная оболочка тёмно-красного цвета. У самки серое оперение на голове, оливковые верхние части перьев ярче, чем на надхвостье, верх крыльев коричневатый, низ цвета охры.
Свист птицы звучит как «уак». Пение птицы состоит из нескольких ясных приятных звуков, соединённых в короткие фразы.
Чаще всего вид встречается на высоте от 1200 до 1700 метров над уровнем моря. Предпочитаемая среда обитания — полуоткрытые области, включая светлый молодой лес, опушки леса, сады и пастбища с кустами.
Птиц наблюдают попарно, небольшими группами или в виде кормовой стаи смешанного типа. До дюжины птиц могут собираться вместе в густых зарослях ночью. Вид питается некоторыми малыми плодами, как правило, проглатывая их целиком, а также насекомыми и пауками.
Гнездо в форме чаши птица строит на высоте до 6 метров. В кладке обычно два бледно-синих или серых яйца, отмеченных чёрным, коричневым или сиреневыми пятнами. Иногда у птиц бывает до двух выводков в сезон.